# 홍해
홍해(紅海. 아랍어: البحر الأحمر Baḥr al-Aḥmar, al-Baḥru l-’Aḥmar; 히브리어: ים סוף Yam Suf; 티그리냐어: ቀይሕ ባሕሪ QeyH baHri, 영어: Red Sea)는 아프리카와 아시아 사이의 만이다. 북쪽은 시나이반도와 아카바만, 수에즈만(수에즈 운하와 연결됨), 동쪽은 아라비아반도이다. 남동쪽으로 바브엘만데브 해협과 아덴만을 통해 인도양과 연결된다.

## 사건
출애굽기에는 모세가 지팡이로 홍해를 치자 바다가 갈라졌다고 나와 있다.

## 지질
홍해의 홍해 열곡대에 의해, 아프리카판과 아라비아판이 분리되고 있다.

## 경계를 마주하는 국가
- 동쪽 연안:
  -  사우디아라비아
  -  예멘
- 서쪽 연안:
  -  이집트
  -  수단
  -  에리트레아
  -  지부티

## 인접 도시
| - 호데이다 (الحديدة) - Al Lith (الليِّث) - 알 쿤푸다 (القنفذة) - El Qoseir (القصير) - Al Wajh (الوجه) - 아카바 (العقبة) - 아사브 (عصب) - 다합 (دهب) - 두바 (ضباء) - 에일라트 (אילת ، ايلات) - 엘구나 (الجونة) | - 수에즈 (السويس) - / 할라이브 (حلايب) - 하클 (حقل) - 아르키코 (ሕርጊጎ) - 후르가다 (الغردقة) - 제다 (جدة) - 지잔 (جازان) - 마르사알람 (مرسى علم) - 마사와 (ምጽዋ) - 물울 (مول هولة ) | - 누웨이바 (نويبع) - 사파가 (ميناء سفاجا) - 포트수단 (بورت سودان) - 라빅 (رابغ) - 샤름엘셰이크 (شرم الشيخ) - 소마베이 (سوما باي) - 수아킨 (سواكن) - 타바 (طابا) - 투왈 (ثول) - 얀부 (ينبع) |

## 지도
| 가잔 열도갠지스강고다바리강고비 사막나일강류큐 열도남중국해노르웨이해뉴기니섬네푸드 사막다싱안링산맥다뉴브강동시베리아해동중국해동해둥베이 · 평원랍테프해룹알할리 사막레나강마다가스카르섬마리아나 제도마르마라해말레이반도메콩강몰디브 제도몽골고원바렌츠해바이칼호바탄 제도발리섬발트해발하시호백해베링해벵골만보르네오섬북극해북해볼가강북드비나강브라마푸트라강사할린섬샤오싱안링산맥세이셸 군도소코트라섬수마트라섬술라웨시섬스리랑카섬스칸디나비아반도스타노보이산맥스프래틀리 군도시나이반도새머리싱가포르섬아나톨리아아덴만아라비아반도아라비아해아라푸라해아랄해아무르강아조프해아프리카의 뿔안다만 제도알타이산맥알류샨 열도에게해예니세이강오가사와라 제도오만만오비강오스트레일리아오호츠크해우랄강우랄산맥유프라테스강이란고원인더스강인도 아대륙인디기르카강인도양 (북부)인도차이나반도일본 열도자와섬주강장강치롄산맥카라해카라코람카스피해캄차카반도캅카스산맥캐롤라인 · 제도콜리마강쿠릴 열도쿤룬산맥크리스마스섬타이만대만타클라마칸 사막북태평양톈산산맥통킹만티그리스강티모르섬티베트고원파라셀 제도파미르페르시아만페초라강프라타스섬필리핀 제도필리핀해하이난한반도항가이산맥호르무즈홋카이도홍해화베이 · 평원황하황해흑해히말라야산맥힌두스탄 · 평원힌두쿠시class=notpageimage\| 아시아의 주요 지리 |

## 같이 보기
- 홍해의 기적